# Hedspolvivel
Hedspolvivel (Coniocleonus nebulosus) är en skalbaggsart som först beskrevs av Carl von Linné 1758.  Hedspolvivel ingår i släktet Coniocleonus, och familjen vivlar. Enligt den finländska rödlistan är arten sårbar i Finland. Enligt den svenska rödlistan är arten nationellt utdöd i Sverige. . Arten har tidigare förekommit i Götaland men är numera lokalt utdöd. Artens livsmiljö är åsmoskogar.